# Basiliscus galeritus
Pour les articles homonymes, voir Basilic.
Espèce
Synonymes
- Ptenosaura seemanni Gray, 1852
- Basiliscus seemanni (Gray, 1852)

Basiliscus galeritus, le Basilic de l'Ouest, est une espèce de sauriens de la famille des Corytophanidae.

## Répartition
Cette espèce se rencontre au Costa Rica, au Panama, en Colombie et en Équateur.

## Publication originale
- Duméril & Duméril, 1851 : Catalogue méthodique de la collection des reptiles du Muséum d'Histoire Naturelle de Paris. Gide et Baudry/Roret, Paris, p. 1-224 (texte intégral).